# Sumur Jomblangbogo
Sumur Jomblangbogo is een bestuurslaag in het regentschap Pekalongan van de provincie Midden-Java, Indonesië. Sumur Jomblangbogo telt 4789 inwoners (volkstelling 2010).